# Platão
Platão (em grego clássico: Πλάτων, transl Plátōn, "amplo", Atenas, 428/427 – Atenas, 348/347 a.C.) foi um filósofo e matemático do período clássico da Grécia Antiga, autor de diversos diálogos filosóficos e fundador da Academia em Atenas, a primeira instituição de educação superior do mundo ocidental. Ele é amplamente considerado a figura central na história do grego antigo e da filosofia ocidental, juntamente com seu mentor, Sócrates, e seu pupilo, Aristóteles. Platão ajudou a construir os alicerces da filosofia natural, da ciência e da filosofia ocidental, e também tem sido frequentemente citado como um dos fundadores da religião ocidental, da ciência e da espiritualidade. O assim chamado neoplatonismo de filósofos como Plotino e Porfírio influenciou Santo Agostinho e, portanto, o cristianismo, bem como a filosofia árabe e judaica. Alfred North Whitehead observou certa vez: "a caracterização geral mais segura da tradição filosófica europeia é de que ela consiste em uma série de notas de rodapé sobre Platão".
Platão era um racionalista, realista, idealista e dualista e a ele tem sido associadas muitas das ideias que inspiraram essas filosofias mais tarde. Foi o inovador do diálogo escrito e das formas dialéticas da filosofia. Platão também parece ter sido o fundador da filosofia política ocidental. Sua mais famosa contribuição leva seu nome, platonismo (também ambiguamente chamado de realismo platônico ou idealismo platônico), a doutrina das Formas conhecidas pela razão pura para fornecer uma solução realista para o problema dos universais. Ele também é o epônimo do amor platônico e dos sólidos platônicos. Alguns já alegaram que seu nome verdadeiro tenha sido Arístocles.
Acredita-se que suas influências filosóficas mais decisivas tenham sido da mesma linha de Sócrates, do pré-socrático Pitágoras, Heráclito e Parmênides, embora poucas das obras de seus antecessores permaneçam íntegras e muito do que sabemos sobre essas figuras hoje deriva do próprio Platão. Pesquisadores da chamada Escola Tübingen e de Milão alegam que seu corpo textual contém fragmentos de doutrinas não escritas que eram lecionadas oralmente na sua Academia. Ao contrário do trabalho de quase todos os seus contemporâneos, acredita-se que o corpo inteiro de trabalho de Platão tenha sobrevivido intacto por mais de 2 400 anos. Embora sua popularidade tenha oscilado ao longo dos anos, os trabalhos de Platão nunca ficaram sem leitores desde a época em que foram escritos.

## Vida

### Origem
A mãe de Platão era Perictíone, cuja família gabava-se de um relacionamento com o famoso legislador e poeta lírico ateniense Sólon. Perictíone era irmã de Cármides e sobrinha de Crítias, ambas figuras proeminentes na época da Tirania dos Trinta, a breve oligarquia que se seguiu sobre o colapso de Atenas no final da Guerra do Peloponeso (404–403 a.C.). Além do próprio Platão, Aristão e Perictíone tiveram outros três filhos: Adimanto, Glaucão e uma filha, Potone, a mãe de Espeusipo (então o sobrinho e sucessor de Platão como chefe de sua Academia). De acordo com A República, Adimanto e Glaucão eram mais velhos que Platão. No entanto, na Memorabilia, Xenofonte apresenta Glaucão como sendo mais novo que Platão.
Aristão parece ter morrido na infância de Platão, embora a data exata de sua morte seja desconhecida. Perictíone então casou-se com Perilampes, irmão de sua mãe que tinha servido muitas vezes como embaixador para a corte persa e era um amigo de Péricles, líder da facção democrática em Atenas.
Em contraste com a sua reticência sobre si mesmo, Platão muitas vezes introduziu seus ilustres parentes em seus diálogos, ou a eles referenciou com alguma precisão: Cármides tem um diálogo com o seu nome; Crítias fala tanto em Cármides quanto em Protágoras; e Adimanto e Glaucão têm trechos importantes em A República. Estas e outras referências sugerem uma quantidade considerável de orgulho da família e nos permitem reconstruir a árvore genealógica de Platão. De acordo com Burnet, "a cena de abertura de Cármides é uma glorificação de toda [família] ligação… os diálogos de Platão não são apenas um memorial para Sócrates, mas também sobre os dias mais felizes de sua própria família".

### Infância e juventude
Platão nasceu em Atenas, provavelmente em 427-428 a.C. (no sétimo dia do mês Thargêliốn), cerca de um ano após a morte do estadista Péricles, e morreu em 348 a.C. (no primeiro ano da 108a Olimpíada).
A data tradicional do nascimento de Platão (428/427) é baseada em uma interpretação dúbia de Diógenes Laércio, que afirma: "Quando Sócrates foi embora, Platão se juntou a Crátilo e Hermógenes, que filosofou à maneira de Parmênides. Então, aos vinte e oito anos, segundo Hermódoro, Platão foi para Euclides, em Megara". Em sua Sétima Carta, Platão observa que a sua idade coincidiu com a tomada do poder pelos Trinta Tiranos, comentando: "Mas um jovem com idade inferior a vinte seria motivo de chacota se tentasse entrar na arena política". Assim, a data de nascimento de Platão seria 424/423.
De acordo com Diógenes Laércio, o filósofo foi nomeado Arístocles, como seu avô, mas seu treinador de luta, Aristão de Argos, o apelidou de Platon, que significa "grande", por conta de sua figura robusta. De acordo com as fontes mencionadas por Diógenes (todas datam do período alexandrino), Platão derivou seu nome a partir da "amplitude" (platytês) de sua eloquência, ou então, porque possuía a fronte (platýs) larga. Estudiosos recentes têm argumentado que a lenda sobre seu nome ser Aristocles originou-se no período helenístico. Platão era um nome comum, dos quais 31 casos são conhecidos apenas em Atenas. A juventude de Platão transcorreu em meio a agitações políticas e a desordens devido à Guerra do Peloponeso, à instabilidade política reinante na cidade de Atenas que foi tomada pela Oligarquia dos Quatrocentos e assim submeteu-se ao governo dos Trinta Tiranos.
Apuleio nos informa que Espeusipo elogiou a rapidez mental e a modéstia de Platão como os "primeiros frutos de sua juventude infundidos com muito trabalho e amor ao estudo". Platão deve ter sido instruído em gramática, música e ginástica pelos professores mais ilustres do seu tempo. Dicearco foi mais longe a ponto de dizer que Platão lutou nos jogos de Jogos Ístmicos. Platão também tinha frequentado cursos de filosofia, antes de conhecer Sócrates, mas primeiro ele se familiarizou com Crátilo (um discípulo de Heráclito, um proeminente filósofo grego pré-socrático) e as doutrinas de Heráclito.

### Afastamento da política e primeira viagem

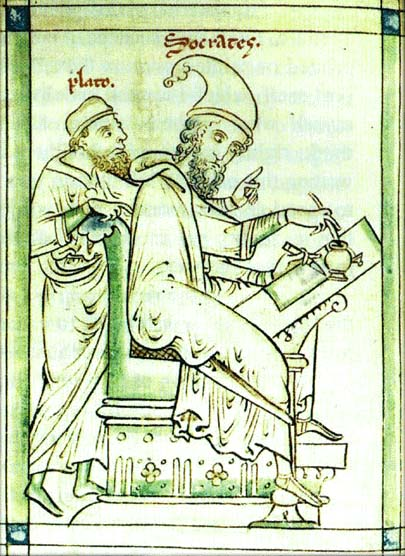
A execução de Sócrates em 399 abalou Platão profundamente, ele avaliou essa ação do Estado como uma depravação moral e evidência de um sistema político defeituoso.
Platão e Sócrates, representação medieval.

Após o término da guerra em Atenas, em cerca de 404 a.C., auxiliado pelo reinado espartano vitorioso, o terror da Tirania dos Trinta começou, e entre seus membros, incluíam-se parentes de Platão: o primo e o irmão de sua mãe, Crítias e Cármides, que participaram do governo. Platão foi convidado a participar da vida política, mas recusou porque considerou o então regime criminoso. Mas a situação política após a restauração da democracia ateniense em 403 também o desagradou, sendo um ponto de viragem na vida de Platão a execução de Sócrates, em 399 a.C., que o abalou profundamente, levando-o a avaliar a ação do Estado contra seu professor, como uma expressão de depravação moral e evidência de um defeito fundamental no sistema político. Ele viu em Atenas a possibilidade e a necessidade de uma maior participação filosófica na vida política e tornou-se um crítico agudo. Essas experiências levaram-no a aprovar a demanda por um estado governado por filósofos.
Depois de 399 a.C., Platão foi para Megara com alguns outros socráticos, como hóspedes de Euclides (provavelmente para evitar possíveis perseguições que lhe poderiam sobrevir pelo fato de ter feito parte do círculo socrático). Diógenes Laércio conta que ele "foi a Cirene, juntar-se a Teodoro, o matemático, depois à Itália, com os pitagóricos Filolau e Eurito; e daí para o Egito, avistar-se com os profetas; ele tinha decidido encontrar-se também com os magos, mas a guerras da Ásia fizeram-no renunciar a isso". Apesar desse relato de Diógenes Laércio, é posto em dúvida se Platão foi mesmo ao Egito, pois há evidências de que a estadia foi inventada no Egito, para aproximar Platão à tradição de sabedoria egípcia.

### Primeira viagem à Sicília
Por volta de 388 a.C., Platão empreendeu sua primeira viagem a Sicília. Em Taranto, Platão conheceu os pitagóricos, e o mais proeminente e politicamente bem-sucedido entre eles, o estadista Arquitas, que o hospedou e protegeu. A mais famosa fonte da história do resgate de Platão por Arquitas está na Sétima Carta, onde Platão descreve seu envolvimento nos incidentes de seu amigo Dion de Siracusa e Dionísio I, o tirano de Siracusa, Platão esperava influenciar o tirano sobre o ideal do rei-filósofo (exposto em Górgias, anterior à sua viagem), mas logo entrou em conflito com o tirano e sua corte; mas mesmo assim cultivou grande amizade com Díon, parente do tirano, sobre quem pensou que pudesse ser um discípulo capaz de se tornar um rei-filósofo. Dionísio I irritou-se tanto com Platão a ponto de vendê-lo como escravo a um embaixador espartano de Egina, felizmente tendo sido resgatado por Anicérides de Cirene, que estava em Egina, ou ainda, o navio em que retornava foi capturado por espartanos o que o fez ser mantido como um escravo.
Estes relatos sobre a primeira estadia em Siracusa são, em grande parte, controversos: os historiadores tradicionais consideram assim os detalhes do encontro entre Platão e o tirano, e a posterior ruptura com ceticismo. Em todo caso, Platão teve contato com Dionísio e o resultado foi desfavorável para o filósofo já que sua sinceridade parece ter irritado o governante.

### Fundação da escola e ensino

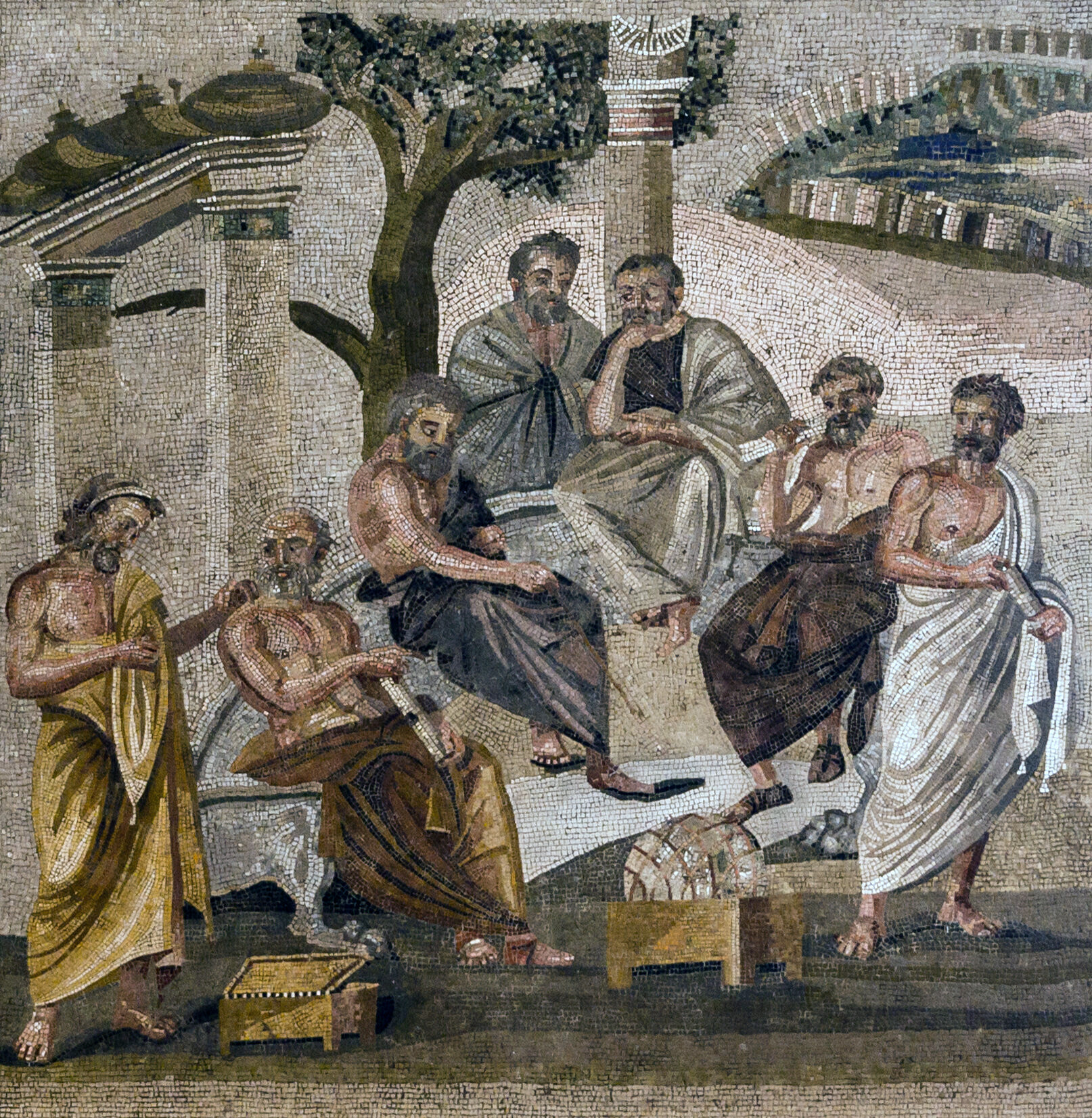
A Academia de Platão em Atenas.
Mosaico de Pompeia, ca. século I, retratando Platão ensinando astronomia a Xenócrates, junto a Eudoxo e Timeu. O modelo de globo celeste ao chão, com onze faixas circulares, possivelmente alude aos circuitos dos onze deuses no mito do Fedro.

Depois de sua primeira viagem à Sicília, por volta de 388 a.C., aos 40 anos, decepcionado com o luxo e os costumes da corte de Dionísio I de Siracusa e de lá expulso, Platão compra um ginásio perto de Colona, a nordeste de Atenas, nas vizinhanças de um bosque de oliveiras em homenagem ao herói Academo. Ele amplia a propriedade e constrói alojamentos para os estudantes.
Os membros da Academia não eram estudantes no sentido moderno da palavra, pois aos jovens juntavam-se também anciãos; provavelmente todos deviam contribuir para o financiamento das despesas; ademais, o objetivo último da Academia era o saber pelo seu valor ético-político.
Durante duas décadas, Platão assumiu suas funções na Academia e escreveu, nesse período, os diálogos chamados "da maturidade": Fédon, Fedro, Banquete, Menexêno, Eutidemo, Crátilo; começou também a redação de A República.

### Segunda viagem à Sicília
Em 366/367 a.C., com a morte de Dionísio e encorajado por Dion, Platão transmite a direção da Academia a Eudóxio e retorna à Sicília. O velho Dionísio morrera em 367, logo após ter sabido que sua peça O Resgate de Heitor, tinha recebido o primeiro prêmio no Festival das Lenaias em Atenas. Seu filho, Dionísio II sucedeu-lhe no trono e Dion era seu conselheiro. Dion teve trabalho em convencer Platão a voltar para Siracusa, insistindo com argumentos como a paixão do jovem tirano pela filosofia e educação e que a morte do velho tirano poderiam ser o "destino divino" necessário para que enfim se realizasse a felicidade de um povo livre sob boas leis. Platão, por fim, embarcou em 366 para sua segunda viagem à Sicília.
No início a influência de Platão sobre Dionísio II teve algum progresso, mas pouco durou, pois o jovem era um tanto rude e não possuía o vigor mental para aguentar um prolongado tratamento educacional, além de ser pessoalmente desagradável. Invejoso da influência de Dion e de sua amizade com Platão, obrigou-o a se exilar; Platão então regressou a Atenas.

### Terceira viagem à Sicília
Em 361 a.C., Platão viaja novamente para Siracusa com seus alunos Espeusipo e Xenócrates em um navio enviado por Dionísio II, numa tentativa final de pôr ordem as coisas. Passou quase um ano tentando elaborar algumas medidas práticas para unir os gregos da Sicília em face do perigo cartaginês. No final, a má vontade da facção conservadora provou ser um obstáculo insuperável. Platão conseguiu partir para Atenas em 360 a.C., não sem antes correr algum perigo de morte. Em seguida, Dion recuperou sua posição à força, mas apesar de advertências de Platão, mostrou-se um governante imprudente e acabou assassinado. Ainda assim, Platão incitou os seguidores de Dion a prosseguirem com a antiga política, mas os seus conselhos não foram ouvidos. O destino final da Sicília foi ser conquistada pelos estrangeiros, como Platão previra.
Platão escreveu sobre a morte de seu amigo comparando-o a um navegante que antecipa corretamente uma tempestade mas subestima sua força de destruição: "que eram perversos os homens que o puseram por terra, ele sabia, mas não a extensão de sua ignorância, de sua depravação e avidez".

### Velhice e morte
Ao regressar em 360 a.C., Platão voltou a ensinar e escrever na Academia permanecendo como um autor ativo até a sua morte, em 348/347 a.C., aos oitenta anos de idade; conta-se que fora sepultado em seu jardim na Academia numa área privada, perto do santuário sagrado das musas. Com sua morte, a Academia passou a ser dirigida por Espeusipo, forte simpatizante do aspecto matemático da filosofia de Platão.

## Obra

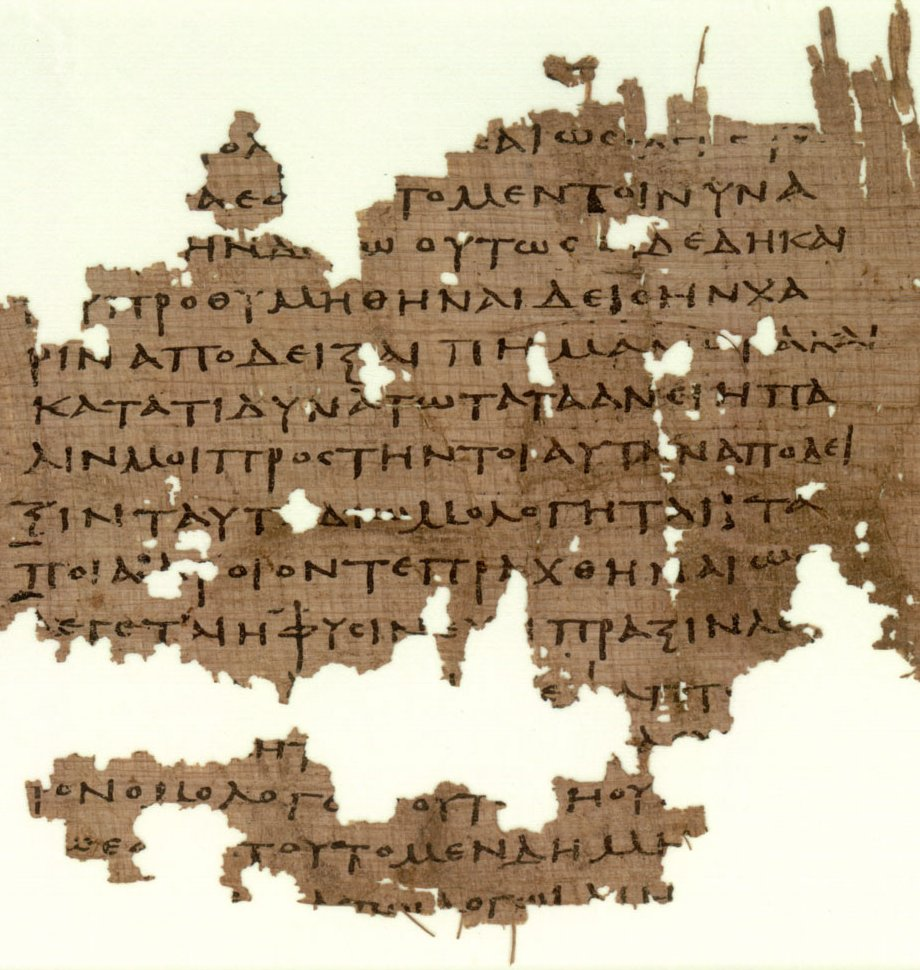
Parte de P.Oxy. LII 3679, com trecho da República, de Platão.

Houve um período na Idade Média em que quase todas as suas obras eram desconhecidas; mas, antes disso e depois da redescoberta de seus textos (Petrarca, no século XIV, tinha um manuscrito de Platão), Platão foi lido e tomado como ponto de referência.

### Tradição e autenticidade
Todas as obras de Platão que eram conhecidas na antiguidade foram preservadas, com exceção da palestra sobre o Bem, a partir da qual houve um pós-escrito de Aristóteles, que se encontra perdido. Há também obras que foram distribuídas sob o nome de Platão, mas possivelmente ou definitivamente não são genuínas; apesar disso, elas também pertencem ao Corpus Platonicum (o conjunto das obras tradicionalmente atribuídas a Platão), mesmo com sua falsidade sendo reconhecida ainda nos tempos antigos. Um total de 47 obras são reconhecidas por terem sido escritas por Platão ou das quais ele foi tomado como autor.
O Corpus platonicum é constituído de diálogos (incluindo Crítias, de final inacabado), a Apologia de Sócrates, uma coleção de 13 cartas e uma coleção de definições, o Horoi. Fora do corpus, há uma coleção de dieresis, mais duas cartas, 32 epigramas e um fragmento de poema (7 hexâmetros) que, com exceção de uma parte desses poemas, não são obras de Platão.
É importante notar que na Antiguidade, vários diálogos considerados como falsamente atribuídos a Platão eram considerados genuínos, e alguns desses fazem parte do Canon de Trásilo, um filósofo e astrólogo alexandrino que serviu na corte de Tibério. Trásilo organizou os Diálogos de modo sistemático em nove grupos, chamados de Tetralogias, cujos escritos foram aceitos como sendo de Platão. Segundo Diógenes Laércio (III, 61), encontravam-se na nona tetralogia "uma carta a Aristodemo [de fato a Aristodoro" (X), duas a Arquitas (IX, XII), quatro a Dionísio II (I, II, III, IV), uma a Hérmias, Erastos e Coriscos (VI), uma a Leodamas (XI), uma a Dion (IV), uma a Perdicas (V) e duas aos parentes de Dion (VII, VIII)". Trásilo criou a seguinte organização:
| 1. Eutífron 2. Apologia 3. Críton 4. Fédon | 1. Crátilo 2. Teeteto 3. Sofista 4. Político | 1. Parmênides 2. Filebo 3. O Banquete 4. Fedro | 1. Alcibíades I 2. Alcibíades II 3. Hiparco 4. Amantes Rivais | 1. Teages 2. Cármides 3. Laques 4. Lísis | 1. Eutidemo 2. Protágoras 3. Górgias 4. Mênon | 1. Hípias menor 2. Hípias maior 3. Íon 4. Menexêno | 1. Clitofon 2. A República 3. Timeu 4. Crítias | 1. Minos 2. Leis 3. Epínomis 4. Epístolas |

### Forma literária
Com a exceção das Epístolas e da Apologia, todas as outras obras não foram escritas em forma de poemas didáticos ou tratados — como eram escritos a maioria dos escritos filosóficos, — mas em forma de diálogos. A Apologia contém passagens ocasionais de diálogos, onde há um personagem principal, Sócrates, e diferentes interlocutores em debates filosóficos separados por inserções e discursos indiretos, digressões ou passagens mitológicas. Além disso, outros alunos de Sócrates como Xenofonte, Ésquines, Antístenes, Euclides de Megara e Fédon de Elis têm obras escritas na forma de diálogo socrático (Σωκρατικοὶ λόγοι Sokratikoì logoi).
Platão foi certamente o representante máximo desse gênero literário, superior a todos os outros e, mesmo, o único representante, pois apenas em seus escritos é que se pode reconhecer a natureza autêntica do filosofar socrático, que nos outros escritores, degenerou em maneirismos; sendo assim, o diálogo, em Platão, é mais do que um gênero literário: é sua forma de fazer filosofia. Nem todos os trabalhos no Corpus de Platão são diálogos. A Apologia parece ser o relato da defesa de Sócrates e seu julgamento, e Menêxeno é um pronunciamento para funeral. As treze cartas são ditas serem de Platão, mas a maioria são rejeitadas pelos pesquisadores modernos como sendo ilegítimas. A Sétima Carta ou Carta VII é uma das mais importantes cuja disputa permanece por dois motivos: (a) oferece detalhes biográficos de Platão e (b) coloca afirmações filosóficas sem paralelos em outros diálogos. Provavelmente a Sétima Carta é uma obra ilegítima e portanto não é uma fonte confiável para conhecer a biografia e filosofia de Platão.

### Cronologia
A questão da cronologia ainda continua a gerar opiniões conflitantes. Análises estilométricas dos diálogos demonstram que eles podem ser agrupados em três categorias definidas como obras do período Inicial, Médio e Tardio, embora exista este consenso comum, não há nenhum consenso sobre a ordem em que as obras devem figurar em seus respectivos grupos. Outro método usado para determinar a ordem cronológica dos diálogos se baseia na conexão entre os vários trabalhos. Os estudiosos têm usado a evidência de pontos de vista filosóficos similares nos diálogos para sugerir uma ordem cronológica interna. As referências textuais dentro dos diálogos também ajudam a construir uma cronologia, ainda que existam pouquíssimos casos de um diálogo se referir a outro. Finalmente, a cronologia pode ser determinada a partir do testemunho de fontes antigas.

## Filosofia
Para Giovanni Reale, os três grandes pontos focais da filosofia de Platão são: a Teoria das ideias, dos Princípios e do Demiurgo. A obra Fédon engloba todo o quadro da metafísica platônica e enfatiza essas três teorias, mas Platão advertiu os leitores de sua obra sobre a dificuldade existente em compreendê-las.

### Política
Sócrates afirma que as sociedades têm uma estrutura de classe tripartida correspondente à estrutura de apetite / espírito / razão da alma individual. O apetite / espírito / razão é análogo às castas da sociedade:
- Produtores (trabalhadores), os artesãos, carpinteiros, encanadores, pedreiros, comerciantes, fazendeiros etc. Correspondem ao "apetite" da alma.
- Guardiães (protetores ou guerreiros), aqueles que são aventureiros, fortes e corajosos, as forças armadas, são encarregados de proteger. Correspondem à parte "espiritual" da alma.
- Governantes (governantes ou reis filósofos), aqueles que são inteligentes, racionais, autocontrolados, apaixonados pela sabedoria, adequados para tomar decisões pela comunidade. Correspondem à parte "racional" da alma e são muito poucos.

A utopia platônica da República é igualitarista, para Sócrates, deve haver a igualdade absoluta entre homens e mulheres, ambos devem ter a mesma educação e as mesmas oportunidades de chegar a ser guardiães ou governantes.:70 Guardiães e governantes não devem constituir família ou manter propriedade privada, ambos permitidos somente aos produtores.:70
De acordo com esse modelo, os princípios da democracia ateniense (como existiam em seus dias) são rejeitados, pois apenas alguns são adequados para governar. Em vez de retórica e persuasão, Sócrates diz que a razão e a sabedoria devem governar, assim ele diz:
Até que os filósofos sejam reis, ou até que os reis e príncipes deste mundo tenham o espírito e o poder da filosofia, e até que a grandeza política e a sabedoria se encontrem, e até que a natureza dos plebeus que perseguem uma até a exclusão da outra seja forçada a se retirar, as cidades nunca se livrarão dos seus males... não, nem a raça humana, segundo creio.— Sócrates, República, 473c–d 
Até que isso aconteça, Sócrates diz que a humanidade terá de se contentar com uma sombra de justiça, caracterizada por uma "Mentira real" que diz que aqueles que governam merecem fazê-lo e que aqueles que são governados também o merecem.
Sócrates descreve esses "reis filósofos" como "aqueles que amam a visão da verdade" e apoia a ideia com a analogia de um capitão e seu navio ou um médico e seu remédio. Segundo ele, vela e saúde não são coisas que todos estão qualificados a praticar por natureza. Uma grande parte da República aborda como o sistema educacional deve ser para produzir reis-filósofos.
De acordo com Sócrates, um estado composto de diferentes tipos de almas, em geral, decai para a aristocracia (regra pelos melhores), para uma timocracia (regra pelos honoráveis), depois para uma oligarquia (regra pelos poucos), depois para uma democracia (regra do povo) e, finalmente, para a tirania (regra de uma pessoa, regra de um tirano). A aristocracia no sentido de governo (politeia) é defendida na República de Platão, é o regime governado por um rei-filósofo e, portanto, baseia-se na sabedoria e na razão.
Para Sócrates, a democracia nasce da revolta do pobre contra a oligarquia, o estado é "cheio de liberdade e generosidade" e cada um pode viver a seu modo, "Estas e outras características parecidas são comuns na democracia, que é uma forma fascinante de governo, cheia de variedade e desordem, dispensando um tipo de igualdade tanto entre os iguais quanto entre os desiguais", porém, "os cidadãos são dominados por desejos desnecessários que estão sempre gastando, nunca produzindo" e "lhes falta talentos, objetivos justos e palavras sinceras", como resultado, o estado é governado por pessoas que não são adequadas para governar.
O estado aristocrático, e o homem cuja natureza lhe corresponde, são os objetos das análises de Platão em grande parte da República, em oposição aos outros quatro tipos de estados/homens, que serão discutidos mais adiante em seu trabalho. No livro VIII, Sócrates declara em ordem as outras quatro sociedades imperfeitas com uma descrição da estrutura e caráter individual do estado. Na timocracia, a classe dominante é composta principalmente daqueles com caráter de guerreiro. A Oligarquia é composta por uma sociedade na qual a riqueza é o critério de mérito e os ricos estão no controle. Na democracia, o estado tem semelhança com a antiga Atenas com características como igualdade de oportunidades políticas e liberdade para o indivíduo fazer o que quiser. A democracia então degenera em tirania devido ao conflito entre ricos e pobres, é caracterizada por uma sociedade indisciplinada existente no caos, onde o tirano se destaca como um campeão popular, levando à formação de seu exército privado e ao crescimento da opressão.

### Teoria das Ideias
A Teoria das Ideias ou Teoria das Formas afirma que formas (ou ideias) abstratas não-materiais (mas substanciais e imutáveis) é que possuem o tipo mais alto e mais fundamental da realidade e não o mundo material mutável conhecido por nós através dos sentidos. Em uma analogia de Reale, as coisas que captamos com os "olhos do corpo" são formas físicas, as coisas que captamos com os "olhos da alma" são as formas não-físicas; o ver da inteligência capta formas inteligíveis que são as essências puras. As Ideias são as essências eternas do bem, do belo etc. Para Platão, há uma conexão metafísica entre a visão do olho da alma e o objeto em razão do qual tal visão não existe. Este "mais real do que o que vemos habitualmente" é descrito em sua Alegoria da caverna.

### Epistemologia
Muitos têm interpretado que Platão afirma — e mesmo foi o primeiro a escrever — que conhecimento é crença verdadeira justificada, uma visão influente que informou os desenvolvimentos futuro da epistemologia. Esta interpretação é parcialmente baseada na uma leitura do Teeteto, no qual Platão argumenta que o conhecimento se distingue da mera crença verdadeira porque o conhecedor deve ter uma "conta" do objeto de sua crença verdadeira (Teeteto 201C-d). Essa mesma teoria pode novamente ser vista no Mênon, onde é sugerido que a crença verdadeira pode ser aumentada para o nível de conhecimento, se está ligada a uma conta quanto à questão do "porquê" o objeto da verdadeira crença é assim definido (Mênon 97d-98a). Muitos anos depois, Edmund Gettier demonstraria os problemas das crenças verdadeiras justificadas no contexto do conhecimento.

### Dialética
A dialética de Platão não é um método simples e linear, mas um conjunto de procedimentos, conhecimentos e comportamentos desenvolvidos sempre em relação a determinados problemas ou "conteúdos" filosóficos. O papel da dialética no pensamento de Platão é contestada, mas existem duas interpretações principais: a dialética platônica é tipo de raciocínio ou um método de intuição. Simon Blackburn adota o primeiro, dizendo que a dialética de Platão é "o processo de extrair a verdade por meio de perguntas destinadas a abrir o que já é implicitamente conhecida, ou de expor as contradições e confusões de posição de um oponente". Karl Popper afirma que a dialética é a arte da intuição para "visualizar os originais divinos, as formas ou ideias, de desvendar o grande mistério por trás do comum mundo das aparências do cotidiano do homem".

### Ética e justiça
Na República, Platão define a justiça como a vontade de um cidadão de exercer sua profissão e atingir seu nível pré-determinado e não interferir em outros assuntos, Para que a justiça tenha alguma validade, ela terá que ser uma virtude e, portanto, contribuidora de modo constitutivo para a boa vida de quem é justo.
Na filosofia de Platão, é possível visualizar duas modalidades de justiça: uma, absoluta, e outra, relativa. A justiça relativa é a justiça humana que espelha-se nos princípios da alma e tenta dela se aproximar. Platão situa a justiça humana como uma virtude indispensável à vida em comunidade, é ela que propicia a convivência harmônica e cooperativa entre os seres humanos em coletividade.

### Alegoria
Mythos e logos são termos que evoluíram ao longo da história clássica da Grécia. Nos tempos de Homero e Hesíodo (século VIII a.C.), eles eram essencialmente sinônimos e continham o significado de 'conto' ou 'história'. Mais tarde vieram historiadores como Heródoto e Tucídides, assim como filósofos como Heráclito e Parmênides e outros pré-socráticos que introduziram uma distinção entre os dois termos; mythos se tornou mais um relato não verificável, e logos um relato racional. Pode parecer que Platão, sendo um discípulo de Sócrates e um forte partidário da filosofia baseado em logos, deveria ter evitado o uso de contar mitos. Em vez disso, fez um uso abundante deles. Esse fato produziu trabalho analítico e interpretativo, a fim de esclarecer as razões e finalidades desse uso.
Platão, em geral, distinguia entre três tipos de mitos. Primeiro, havia os falsos mitos, como os baseados em histórias de deuses sujeitos a paixões e sofrimentos, os quais Platão critica em A República porque ele afirma que a razão ensina que Deus é perfeito. Depois vieram os mitos baseados no verdadeiro raciocínio e, portanto, também verdadeiros. Finalmente, havia aqueles que não eram verificáveis porque estavam além da razão humana, mas que continham alguma verdade neles. Em relação aos assuntos dos mitos de Platão, eles são de dois tipos, aqueles que lidam com a origem do universo e aqueles sobre moral e a origem e destino da alma.
É geralmente aceito que o principal objetivo de Platão em usar mitos era didático. Ele considerou que apenas algumas pessoas eram capazes ou interessadas em seguir um discurso filosófico fundamentado, mas os homens em geral são atraídos por histórias e contos. Consequentemente, então, ele usou o mito para transmitir as conclusões do raciocínio filosófico. Alguns dos mitos de Platão eram baseados nos tradicionais, outros eram modificações deles, e finalmente ele também inventou novos mitos. Exemplos notáveis incluem a história da Atlântida, o Mito de Er, o Anel de Giges, a Parábola da Biga e a Alegoria da Caverna. Interpretações alegóricas da mitologia grega são destacadas por ele em seu diálogo Crátilo.

### Conceitos

#### Anima mundi
Considerada por Platão como o princípio do cosmos e fonte de todas as almas individuais, o termo é um conceito cosmológico de uma alma compartilhada ou força regente do universo pela qual o pensamento divino pode se manifestar em leis que afetam a matéria. O termo foi criado por Platão pela primeira vez na obra República ou ainda na obra Timeu.

#### Demiurgo
O uso filosófico e o substantivo próprio derivam do diálogo Timeu, a causa do universo, de acordo com a exigência de que tudo que sofre transformação ou geração (genesis) sofre-a em virtude de uma causa. A meta perseguida pelo demiurgo platônico é o bem do universo que ele tenta construir. Este bem é recorrentemente descrito em termos de ordem, Platão descreve o demiurgo como uma figura neutra (não-dualista), indiferente ao bem ou ao mal.

### Doutrinas não escritas

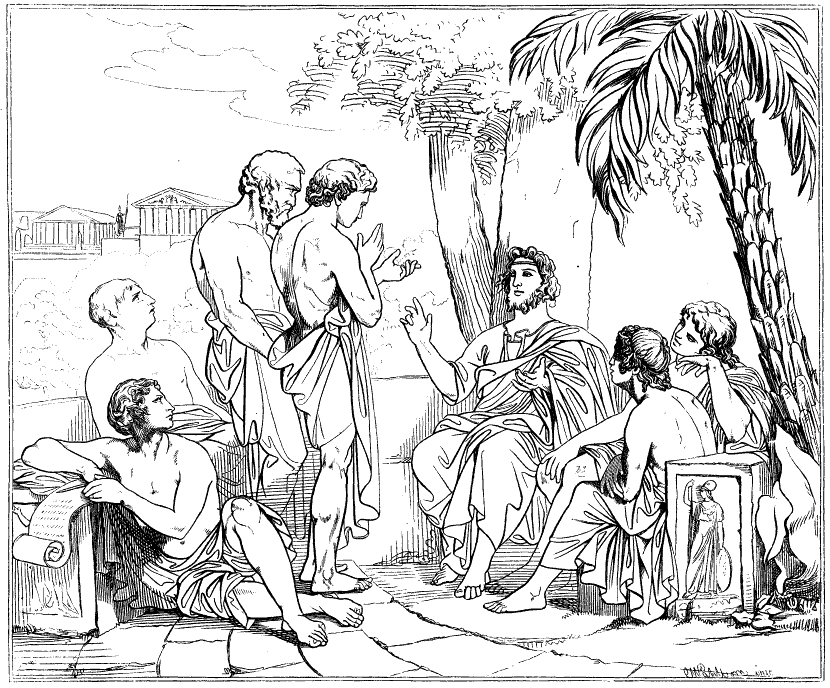
Platão em sua Academia (1879), ilustração por Carl Wahlbom.

Por um longo tempo, as doutrinas não escritas de Platão foram controversas. Muitos livros modernos sobre Platão parecem diminuir sua importância; no entanto, a primeira testemunha importante que menciona sua existência é Aristóteles, que em sua Física escreve: "É verdade, de fato, que o relato que ele dá lá [no Timeu] do participante é diferente do que ele diz em seus assim chamados de ensinamentos não escritos (ἄγραφα δόγματα)". O termo "γραφα δόγματα" significa literalmente doutrinas não escritas e representa o ensinamento metafísico mais fundamental de Platão, que ele divulgou apenas oralmente, alguns dizendo que apenas aos seus companheiros mais confiáveis, e que ele pode ter mantido em segredo do público. A importância das doutrinas não escritas parece não ter sido seriamente questionada antes do século XIX.
Uma razão para não revelá-lo a todos é parcialmente discutida em Fedro, onde Platão critica a transmissão do conhecimento por escrito como falha, favorecendo o logos falado: "quem tem conhecimento do justo, do bom e do belo… não irá, quando em sinceridade, escrevê-los a tinta, semeando-as por meio de uma pena com palavras, que não podem se defender argumentando e não podem ensinar a verdade eficazmente". O mesmo argumento é repetido na Sétima Carta de Platão: "todo homem sério ao lidar com assuntos realmente sérios evitam cuidadosamente a escrita". Na mesma carta ele escreve: "Eu posso declarar com certeza sobre todos esses escritores que afirmam conhecer os assuntos que eu estudo seriamente… que não existe, nem jamais existirá, qualquer tratado meu lidando com isso". Tal sigilo é necessário para "não expô-los a tratamento impróprio e degradante".
É, no entanto, dito que Platão uma vez divulgou esse conhecimento ao público em sua palestra Sobre o Bem (Περὶ τἀγαθοῦ), na qual o Bem (τὸ ἀγαθόν) é identificado com o Uno (a Unidade, τὸ ἕν), o princípio ontológico fundamental. O conteúdo desta palestra foi transmitido por várias testemunhas, e satirizado em pelo menos 3 obras teatrais de sua época. Aristóxenes descreve o evento com as seguintes palavras: "Cada um deles veio esperando aprender algo sobre as coisas que geralmente são consideradas boas para os homens, como riqueza, boa saúde, força física e, ao todo, um tipo de felicidade maravilhosa. Mas quando as demonstrações matemáticas vieram, incluindo números, figuras geométricas e astronomia, e finalmente a afirmação "O Bem é Uno" apareceu-lhes, totalmente inesperada e estranha; daí alguns menosprezaram o assunto, enquanto outros o rejeitaram". Simplício cita Alexandre de Afrodísias, que afirma que "de acordo com Platão, os primeiros princípios de tudo, incluindo as próprias Formas são Um e Díada Indefinida (ἡ ἀόριστος δυάς), que ele chamou Grande e Pequeno (τὸ μέγα καὶ τὸ μικρόν)", e Simplício relata da mesma forma que "também se pode aprender isso com Espeusipo e Xenócrates e com os outros que estavam presentes na palestra de Platão sobre o Bem".
O relato deles está em total concordância com a descrição de Aristóteles da doutrina metafísica de Platão. Na Metafísica ele escreve: "Agora, uma vez que as Formas são as causas de todo o resto, ele [Platão] supunha que seus elementos são os elementos de todas as coisas. Assim, o princípio material é o Grande e o Pequeno [i. e. a Díada] e a essência é o Um (τὸ ἕν), já que os números são derivados do Grande e do Pequeno pela participação no Um". "A partir deste relato, é claro que ele empregou apenas duas causas: a da essência e a causa material; pois as Formas são a causa da essência em tudo o mais, e o Um é a causa disso nas Formas. Ele também nos diz qual é o substrato material do qual as Formas são predicadas no caso de coisas sensíveis, e o Uno no das Formas — que é a dualidade (a Díade, ἡ δυάς), o Grande e o Pequeno (τὸ μέγα καὶ τὸ μικρόν). Além disso, ele atribuiu a estes dois elementos, respectivamente, a causação do bem e do mal".
O aspecto mais importante desta interpretação da metafísica de Platão é a continuidade entre seu ensino e a interpretação neoplatônica de Plotino ou Ficino, que tem sido considerada errônea por muitos, mas pode de fato ter sido diretamente influenciada pela transmissão oral da doutrina de Platão. Um erudito moderno que reconheceu a importância da doutrina não escrita de Platão foi Heinrich Gomperz, que a descreveu em seu discurso durante o 7º Congresso Internacional de Filosofia em 1930. Todas as fontes relacionadas ao ἄγραφα δόγματα foram coletadas por Konrad Gaiser e publicadas como Testimonia Platonica. Essas fontes foram posteriormente interpretadas por estudiosos da Escola Alemã de Interpretação Tübingen, como Hans Joachim Krämer ou Thomas A. Szlezák.

## Legado

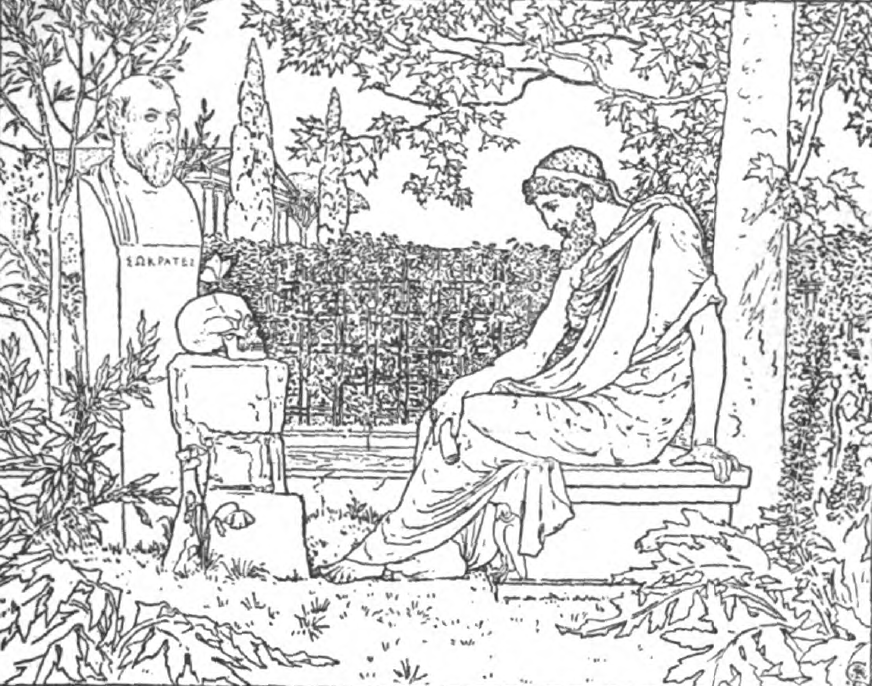
"Platão Meditando sobre a Imortalidade da Alma", ante uma caveira, borboleta e papoula na tumba de Sócrates. Gravura do século XIX, alegadamente baseada em um intaglio em gema mais antigo.

Apesar de sua popularidade ter flutuado ao longo dos anos, as obras de Platão nunca ficaram sem leitores, desde o tempo em que foram escritas. O pensamento de Platão é muitas vezes comparado com a de seu aluno mais famoso, Aristóteles, cuja reputação, durante a Idade Média ocidental, eclipsou tão completamente a reputação de Platão que os filósofos escolásticos referiam-se a Aristóteles como "o Filósofo". No entanto, no Império Bizantino, o estudo de Platão continuou.
Os filósofos escolásticos medievais não tinham acesso à maioria das obras de Platão, nem o conhecimento de grego necessário para lê-los. Os escritos originais de Platão estavam essencialmente perdidos para a civilização ocidental, até que foram trazidos de Constantinopla no século de sua queda, por Gemisto Pletão. Acredita-se que Pletão passou uma cópia dos diálogos platônicos para Cosme de Médici em 1438/39 durante o Conselho de Ferrara, quando foi chamado para unificar as Igrejas grega e latina e então foi transferido para Florença onde fez uma palestra sobre a relação e as diferenças de Platão e Aristóteles; assim, Pletão teria influenciado Cosme com seu entusiasmo.
Durante a Era de Ouro Islâmica, estudiosos persas e árabes traduziram muito de Platão para o árabe e escreveram comentários e interpretações sobre Platão, Aristóteles e obras de outros filósofos platônicos (ver Alfarábi, Avicena, Averróis, Hunaine ibne Ixaque). Muitos desses comentários sobre Platão foram traduzidos do árabe para o latim e, como tal, influenciaram filósofos escolásticos medievais.
Filósofos ocidentais notáveis continuaram a recorrer a obra de Platão desde aquela época. A influência de Platão tem sido especialmente forte em matemática e ciências. Ele ajudou a fazer a distinção entre a matemática pura e a matemática aplicada, ampliando o fosso entre a "aritmética", agora chamada de teoria dos números e "logística", agora chamada de aritmética. Ele considerou a logística como apropriada para homens de negócios, enquanto os homens de guerra "devem aprender a arte de números ou ele não vai saber como reunir suas tropas", e a aritmética era apropriada para os filósofos "porque precisa emergir do mar de mudanças e lançar mão do verdadeiro ser".
Segundo Stephen Körner, o platonismo é "tendência natural do matemático", o que pode ser confirmado por nomes destacados de matemáticos que se reconhecem platônicos como Gottlob Frege, Bertrand Russell, A. N. Whitehead, Heinrich Scholz, Kurt Gödel, Alonzo Church, Georg Cantor etc. Partindo de Galileu, existe uma extensa tradição do platonismo fisicalista que vai até Werner Heisenberg, Roger Penrose, Frank Tipler, Stephen Hawking e muitos outros.
Gödel, responsável por alguns dos mais importantes resultados da lógica matemática do século XX, por exemplo, foi um platonista da velha escola que, como Platão, acreditava na existência independente de formas matemáticas que ele identificou aos conceitos matemáticos, como os de conjuntos, número real etc.
Leo Strauss é considerado por alguns como o principal pensador envolvido na recuperação do pensamento platônico em sua forma mais política e menos metafísica. Profundamente influenciado por Nietzsche e Heidegger, Strauss, no entanto, rejeita a condenação de Platão e olha para seus diálogos como uma solução para o que todos os três pensadores reconhecem como "a crise do Ocidente". Ele também era contra a disseminação maciça do conhecimento baseando-se em Platão, já que as pessoas não tendo a vocação para lidar com a verdade, apoiariam propostas antiéticas.
Hobbes considerou Platão como o melhor filósofo da Antiguidade clássica, pela razão de sua filosofia ter como como ponto de partida ideias, enquanto que Aristóteles partia de palavras. Para Hobbes, Platão estaria apto a elaborar uma filosofia política por evitar conclusões falaciosas acerca do "o que é", "o que foi", "o que deveria ser".
No século XX, os metafísicos René Guénon e Frithjof Schuon, foram dois influentes autores que re-elaboraram e atualizaram em linguagem contemporânea o pensamento universal e perene de Platão, por eles visto como um eminente representante da Filosofia Perene. Nos livros de ambos, como em A Crise do Mundo Moderno e O Reino da Quantidade, de Guénon, e A Unidade Transcendente das Religiões, Forma e Substância nas Religões e O Homem no Universo, de Schuon, as ideias de Platão são expostas e discutidas em profundidade.